# Крупчак, Полина Владимировна
Полина Владимировна Крупчак (род. 19 марта 1983, Архангельск, Россия) — украинская певица и ресторатор.

## Биография
Родилась 19 марта 1983 года в Архангельске в семье предпринимателя Владимира Ярославовича Крупчака и Галины Николаевны Крупчак (в девичестве Зарванская). До 1996 года училась в общеобразовательной школе № 17. В 13 лет стала чемпионкой Архангельской области по латиноамериканским спортивным бальным танцам, после чего уехала учиться в Великобританию.
С 1996 по 1997 год училась в женском колледже в Лондоне, занималась классическим балетом и большим теннисом. В 1997 году вернулась в Архангельск и продолжила учёбу в общеобразовательной школе «Ксения» с углубленным изучением английского языка.
В 2000 году поступила на первый курс юридического факультета ПГУ им. Ломоносова, который окончила в 2005 году.

## Творчество
Сольную карьеру певицы начала в 2017 году c дебютным клипом «Чужая другая».
В 2018 году Полина Крупчак выступила в Государственном Кремлёвском дворце на юбилейном концерте Рената Ибрагимова. В этом же году записала песню «Вирус», «Играли», «Дикая ночь». В 2019 году выпустила клип на песню «Мiй KOZAK», режиссёром которого выступил Андрей Бояр. В этом же году выпустила песни «Неразлучники», «Возьми мою любовь».
В 2020 году презентовала песни «Все о любви», «Море», «Для тебе», «Чистые», представила обновленную версию на песню «Last Christmas», а также записала свой первый сольный альбом «Не отпускай».
В 2018 году приняла участие в Ukrainian Fashion Week, где совместно с дизайнером Полиной Веллер презентовала новую коллекцию бренда Polina Veller.
В 2021 году выпустила трек «Стихия».

#### Интервью
- Полина Крупчак: «Моя жизнь — моё вдохновение»
- Life Полина Крупчак: «О чём вы? Разве у людей есть принципы?»
- Полина Крупчак: «Я никогда не иду на жертвы»
- Полина Крупчак: «Мое творчество для всех без исключения»